# NOFX

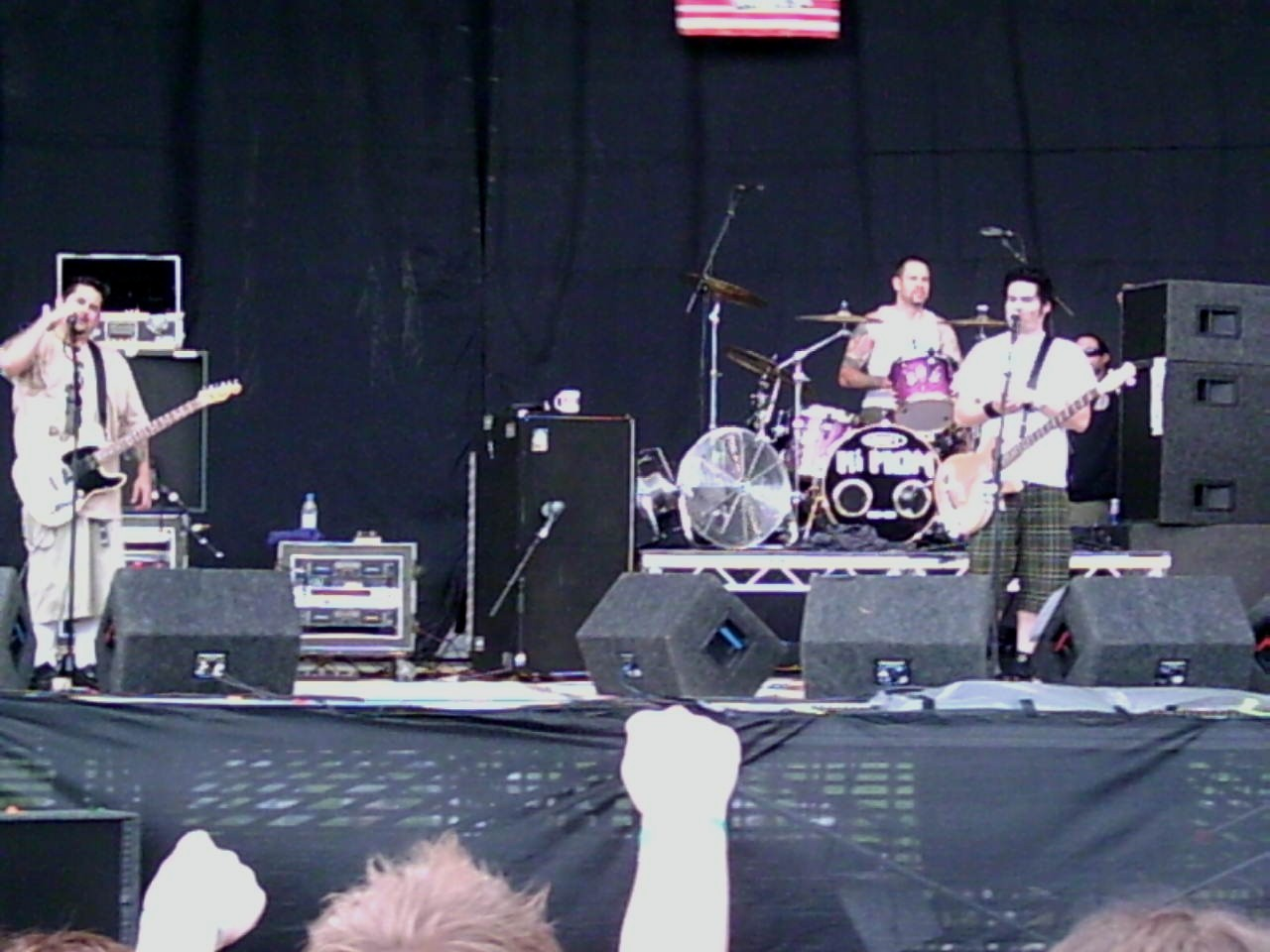
NOFX live på Leeds Festival 2005

NOFX, punkband från USA, känt för att odla en image av kompromisslöshet gentemot media, och att få fram sina budskap med en hel del humor i form av bland annat ordlekar. Bandnamnet sägs vara taget ifrån ett gammalt hardcoreband vid namn Negative-FX.
Bandet bildades 1983 i Los Angeles och släppte merparten av sina album fram till och med år 2002 på Epitaph. 1990 startade sångaren Fat Mike skivbolaget Fat Wreck Chords där bandet släppte 7-tummare och livealbum parallellt med albumsläppen på Epitaph. Sedan 2003 släpper NOFX allt på Fat Wreck Chords. Bandets första alster kom ut på Mystic Records, något bandet helst verkar vilja glömma. Bland influenser har Bad Religion, Misfits, Minor Threat, Descendents med flera omnämnts.
NOFX har släppt 11 st studioalbum, 15 st 7-tum EP och många singlar. Bandet har lyckats sälja över 6 miljoner album utan någon hjälp från varken MTV, kommersiell radio eller storbolag, vilket gör dem till ett av de mest framgångsrika, självständiga banden någonsin.
På TV-kanalen Fuse TV visades under 2008 deras turnévideo, NOFX: Backstage Passport, som en serie på 8 delar. Den finns även att köpa på DVD med två timmars extramaterial.

## Medlemmar
| 1983                       | Fat Mike Elbasgitarr och sång | Eric Melvin Elgitarr               | Erik Sandin Trummor   |                                     |
| 1985                       | Fat Mike Elbasgitarr och sång | Eric Melvin Elgitarr och "mel yel" | Scott Sellers Trummor | Erik Sandin Trummor                 |
| 1986 (Endast i två veckor) | Fat Mike Elbas                | Eric Melvin Elgitarr och "mel yel" | Scott Aldahl Trummor  | Dave Allen Sång Dog i en bilolycka. |
| 1986                       | Fat Mike Elbas och sång       | Eric Melvin Elgitarr och "mel yel" | Erik Sandin Trummor   | Dave Casillias Elgitarr             |
| 1989                       | Fat Mike Elbas och sång       | Eric Melvin Elgitarr och "mel yel" | Erik Sandin Trummor   | Steve Kidwiller Elgitarr            |
| 1991                       | Fat Mike Elbas och sång       | Eric Melvin Elgitarr och "mel yel" | Erik Sandin Trummor   | El Hefe Elgitarr                    |

## Diskografi

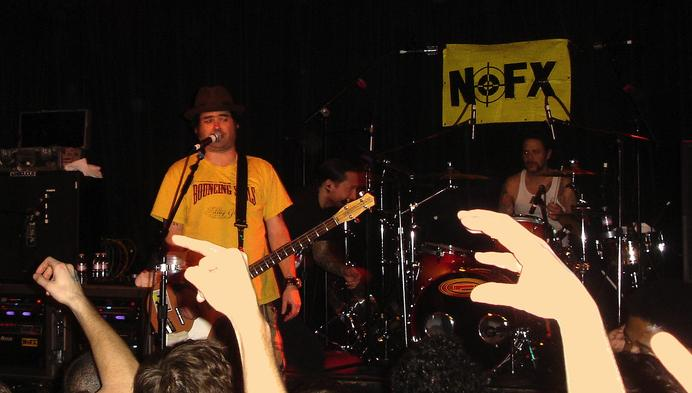
NOFX i San Francisco

### Album
- Liberal Animation (1988)
- S&M Airlines (1989)
- Ribbed (1991)
- White Trash, Two Heebs and a Bean (1992)
- Punk in Drublic (1994)
- Heavy Petting Zoo (1995)
- So Long, and Thanks For all the Shoes (1997)
- Pump Up The Valuum (2000)
- The War on Errorism (2003)
- Wolves in Wolves Clothing (2006)
- Coaster/Frisbee (2009)
- The Longest EP (2010)
- Self Entitled (2012)

### Livealbum
- I Heard They Suck Live!! (1995)
- They've Actually Gotten Worse Live! (2007)

### EP / Singlar
- NOFX (1985)
- So What If We're On Mystic (1986)
- The P.M.R.C. Can Suck On This (1987)
- The Longest Line (1992)
- Liza and Louise (1992)
- Don't Call Me White (1994)
- Leave It Alone (1995)
- HOFX (1995)
- Fuck The Kids (1996)
- All of Me (1997)
- Timmy The Turtle (1999)
- The Decline (1999)
- Louise and Liza (1999)
- Pods and Gods (2000)
- Bottles To The Ground (2000)
- Fat Club (2001)
- Surfer (2001)
- Regaining Unconsciousness (2003)
- Franco-Un American (2003)
- 13 Stiches (2003)
- 7 inch Of The Month Club (2005) (12 stycken olika)
- Never Trust a Hippy (2006)
- Cokie The Clown (2009)

### Samlingsalbum
- Maximum rocknroll (1992)
- 45 or 46 Songs That Weren't Good Enough to go on Our Other Records (2002)
- The best Songs Ever Written (By Us) (2004)

### Delade skivor
- Drowning Roses/NOFX Split (1998)
- NOFX/Rancid Split (2002)
- Fornicators'/NOFX Split (2017)